# Chambre de commerce et d'industrie d'Amiens
La chambre de commerce et d’industrie d'Amiens est une des deux CCI de la Somme. Son siège est situé à Amiens au 6, boulevard de Belfort.

## Missions
À ce titre, elle est un organisme chargé de représenter les intérêts des entreprises commerciales, industrielles et de service des arrondissements d'Amiens et de Montdidier et de leur apporter certains services. C'est un établissement public qui gère en outre des équipements au profit de ces entreprises.
Comme toutes les CCI, elle est placée sous la double tutelle du Ministère de l'Industrie et du Ministère des PME, du Commerce et de l'Artisanat.
Elle fait partie de chambre régionale de commerce et d'industrie des Hauts-de-France.

### Service aux entreprises
- Centre de formalités des entreprises
- Assistance technique au commerce
- Assistance technique à l'industrie
- Assistance technique aux entreprises de service
- Point A (apprentissage)

### Gestion d'équipements
- Aéroport d'Amiens - Glisy ;
- Zones industrielles (Longparc) ;
- La SIP, Société Immobilière Picarde d'HLM, qui gère plus de 10 000 logements dans la Somme et l'Oise.

### Centres de formation
- ESIEE Amiens : Ecole Supérieure d'Ingénieurs en Electronique et Electrotechnique d'Amiens
- Interfor Sia
- Groupe Sup de Co Amiens Picardie (l'ISAM et l'ESC)

## Historique
Vers 1600 : « Consuls de Ville » (Compagnie Consulaire), chargés de gérer la situation économique locale.
16 janvier 1671 : réunion des « maîtres de métiers travaillant pour les manufactures et pour des marchands en rapport avec celles-ci », en présence de l'envoyé commis par Colbert.
Dès 1727 : des « Assemblées générales du commerce » avaient coutume de se tenir tous les mois de janvier à Abbeville, Amiens et Saint-Quentin ...
Arrêt royal du 6 août 1761 :  Création de la chambre de Commerce d'Amiens
L'Assemblée Constituante décréta par la loi du 27 septembre 1791 la disparition de toutes les chambres de commerce.
Pour pallier les difficultés économiques, différents organismes se mirent en place à Amiens :
- 1793 : « Comité des 21 pour l'encouragement des Arts et de l'Industrie ».
- 1794 : « Bureau de commerce », créé par la Comité de Salut Public.
- Puis le « Conseil d'Agriculture, Arts et Commerce », constitué le 5 Prairial An IX.

Le 3 nivôse An XI, un arrêté rétablit des chambres de commerce dans 22 villes, dont celle d'Amiens.
1861 : création de la Société Industrielle d'Amiens qui eut pour rôle de former de la main d'œuvre spécialisée.
1870 : la chambre de commerce intervient dans le domaine du transport des denrées alimentaires.
1915/1916 : pour pallier le manque de monnaie divisionnaire, la chambre de Commerce émet des coupures.
En 1950, les grandes réalisations commencent : acquisition de terrains, pose de la première pierre de la zone industrielle d'Amiens-Longpré (1953).
1956 : la CCI crée la Société Anonyme Picarde d'HLM (SAP). Avec le 1 % logement, d'importants programmes de construction sont lancés.
1962 : la chambre accorde son appui financier à la Société Industrielle et à l'École supérieure de commerce d'Amiens dont elle reprend la gestion et devient l'ESCAE (Ecole Supérieure de Commerce et d'Administration des Entreprises), reconnue par l'État.
1971 : création d'Interfor, organisme de formation des CCI de la Somme. Le CEL (Centre d'Étude des Langues) ouvrit 10 ans plus tard.
1980 : l'aérodrome Amiens-Glisy est rendu opérationnel.
1981 : la CCI s'installe dans son nouvel Hôtel Consulaire au 6 boulevard de Belfort.
1992 : ouverture de l'école d'ingénieurs ESIEE-Amiens.
1993 : fusions : Interfor avec la Société Industrielle d'Amiens (INTERFOR-SIA) et la SAP avec l'Immobilière Lesueur qui deviennent la SIP (Société Immobilière Picarde).
20 mai 2009 : décret de fusion de la chambre avec la chambre de commerce et d'industrie de Péronne pour former courant 2010 la chambre de commerce et d'industrie d'Amiens-Picardie.

## Pour approfondir